# 艾厄克塔利克島
艾厄克塔利克島是美國阿拉斯加州的島嶼，位於科迪亞克島以南2公里的太平洋海域，屬於科迪亞克群島的一部分，長7公里、寬3公里，面積20平方公里，最高點海拔高度38米，島上無人居住。